# 2019 en hockey sur glace
Cette page présente les éléments de hockey sur glace de l'année 2019, que ce soit d'un point de vue rencontres internationales ou championnats nationaux. Les grandes dates des différentes compétitions sont données ainsi que les décès de personnalités du hockey mondial.

## Amérique du Nord

### Ligue canadienne de hockey féminin
Le 31 mars, la ligue annonce  à travers un communiqué officiel sa dissolution prévue le 1er mai 2019 en raison de problématiques financières .

## Autres

### Fins de carrière
- 11 janvier : Rick Nash.
- 14 janvier : Josh Gorges.
- 17 janvier : Brandon Bollig.
- 17 janvier : Michael Wolf.
- 11 février : Joel Ward.
- 14 mars : Denis Platonov.
- 11 mai : Alekseï Simakov.
- 21 mai : Ladislav Nagy.
- 24 mai : Daniel Grillfors.
- 30 mai : Martin Erat.
- 31 mai : Jaroslav Hlinka.
- 13 juin : Tanner Glass.
- 14 juin : Michaël Bournival.
- 19 juin : Mikhail Hrabowski.
- 25 juin : Brooks Orpik.
- 25 juin : Matt Hendricks.
- 26 juin : Roberto Luongo.
- 3 juillet : Chris Butler.
- 23 juillet : Kevin Romy.
- 25 juillet : Tomi Mäki.
- 27 juillet : Colten Teubert.
- 30 juillet : Patrick Dwyer.
- 30 juillet : Kim Hirschovits.
- 30 juillet : Chris Kunitz.
- 31 juillet : Travis Morin.
- 1er août : Stephen Gionta.
- 1er août : Wade Megan.
- 1er août : Andreas Nödl.
- 1er août : Kalle Olsson.
- 2 août : Zack Stortini.
- 2 août : Sebastian Osterloh.
- 2 août : Tomas Surovy.
- 3 septembre : Jim Slater.
- 3 septembre : Niklas Kronwall.
- 16 septembre : Tommi Santala.
- 16 septembre : Andreas Engqvist.
- 27 septembre : Fredrik Lindgren.
- 1er octobre : Lee Stempniak.
- 7 octobre : Michael Leighton.
- 18 octobre : Chris Thorburn.
- 25 octobre : Dennis Seidenberg.
- 31 octobre : Mário Bližňák.
- 3 décembre : Matthew Stajan.
- 4 décembre : Pontus Sjögren.
- 10 décembre : Elias Fälth.
- 10 décembre : Stanislav Tchistov.

### Décès
- 16 janvier : Unto Wiitala, joueur et arbitre intronisé au Temple de la renommée de l'IIHF en 2003 ainsi qu'à celui de la Finlande en 1985[2].
- 19 janvier : George Sullivan, ancien capitaine des Rangers de New York, il fut l'entraîneur des Penguins de Pittsburgh lors de leurs entré en LNH[3].
- 28 janvier : Otto Schubiger, médaillé de bronze aux Jeux olympiques d'hiver de 1948[4].
- 29 janvier : Andrew Hebenton, joueur des Rangers et des Bruins, il détient durant douze saisons le record pour le plus grand nombre de matches consécutifs disputés dans la LNH avec 630[5].
- 5 février : André Boudrias, joueur ayant disputé plus de 600 rencontres en LNH[6].
- 29 janvier : Andrew Hebenton, joueur des Rangers et des Bruins, il détient durant douze saisons le record pour le plus grand nombre de matches consécutifs disputés dans la LNH avec 630[5].
- 4 mars : Ted Lindsay, vainqueur de quatre coupes Stanley avec les Maple Leafs de Toronto, il est l'un des fondateurs de l'association des joueurs de la LNH[7].
- 9 mars : Harry Howell, joueur ayant disputé 21 saisons dans la LNH, dont 17 avec les Rangers de New York. Il fut intronisé au temple de la renommé en 1979[8].
- 20 avril : Luděk Bukač, joueur puis entraîneur, il fut intronisé au Temple de la renommée de l'IIHF en 2007[9].
- 2 mai : Leonard « Red » Kelly, vainqueur de quatre Coupe Stanley avec les Red Wings de Détroit et de quatre autres avec les Maple Leafs de Toronto, il fut intronisé au Temple de la renommée du hockey en 1969 avant les trois ans de délai habituel[10].
- 7 juillet : Greg Johnson, deuxième capitaine de l'histoire des Predators de Nashville[11].
- 27 août : Paul Meger, joueur des Canadiens de Montréal ayant remporté la Coupe Stanley en 1953[12].
- 26 septembre : Nick Polano, ancien entraîneur des Red Wings de Détroit[13].
- 8 octobre : Ted Green, joueur des Bruins de Boston ayant remporté la Coupe Stanley en 1970 et 1972, il fut également entraîneur des Oilers d'Edmonton[14].